# Districte de Lahore
El districte de Lahore (Lahawr o Lahaur, urdú ضلع لاہور) és una divisió administrativa del Panjab (Pakistan) actualment considerada un districte-ciutat. La capital és Lahore i la població segons el cens de 1998 era de 6.318.745 habitants (el 81% porblació urbana). La superfície és de 1.772 km². Està dividit en dos tehsils:
- Lahore Urbà
- Lahore Rural

Fou un important districte amb centre a Lahore, i part de la divisió de Lahore fins al 2000. Quan la divisió fou abolida els districtes foren reorganitzats el 2001 i es va formar la ciutat districte de Lahore, formada per la ciutat i àrees suburbanes, amb menor superfície que l'antic districte. La ciutat districte fou dividida en 9 "Union Councils" i un "cantonment" (cantonment de Lahore):
1. Ravi Town
2. Shalimar Town
3. Wagah Town
4. Aziz Bhatti Town
5. Data Gunj Bakhsh Town
6. Gulberg Town
7. Samanabad Town
8. Iqbal Town
9. Bisharat Town

## Història
Per la història anterior vegeu Lahore i Kasur
El districte es va crear el 1849 quan Panjab fou annexionat pels britànics. El tahsil de Sharakpur hi fou afegit el 1855. Durant el motí de 1857 un complot entre els sipais de Mian Mir que pretenia ocupar la fortalesa, fou avortat i els regiments rebels desarmats per un regiment d'infanteria britànic amb suport de l'artilleria. No obstant poc després, el 26 de juliol, el Regiment d'Infanteria Nativa es va amotinar a Mian Mir, i després de matar als oficials, els soldats van fugir durant una turmenta. Atrapats a la riba del Ravi foren destruïts per una força manada per Cooper, subcomissionat d'Amritsar. La seguretat no va quedar del tot restablerta fins que els britànics van reconquerir Delhi.
El districte a finals del segle xix tenia 7 ciutats i 1.533 pobles i la població era:
- 1868: 788.409
- 1881: 924.106
- 1891: 1.075.379
- 1901: 1.162.109

Administrativament estava dividit en quatre tahsils: 
- Lahore
- Chunian
- Kasur
- Sharakpur

El tahsil de Lahore tenia una superfície de 1891 km² i ocupava en 3/4 parts la comarca de Manjha (la resta la plana del Ravi) amb una població el 1901 de 474.181 habitants (430.378 el 1891); la capital era a Lahore (186.884 habitants el 1901) i hi havia 372 pobles.
Les ciutats principals del districte eren Lahore, Kasur, Khem Karan, Patti, Chunian, Khudian i Sharakpur. Les municipalitats eren Lahore, Kasur, Khem Karan, Patti, Chunian, Khudian i Sharakpur. Els musulmans eren el 62%, els hindús el 24%, i els sikhs el 14%. La llengua normal era el panjabi, seguit de l'urdú. Els jats eren la tribu/casta principal.
Hi va haver fams importants el 1759, 1783, 1813, 1823, 1833, 1867 i 1896. La construcció del canal Bari-Doab va deixar quasi tota la zona a l'abric de les fams.
El 1929 el Congrés de l'Índia va celebrar sessió a Lahore i una resolució proposada per Pandit Nehru reclamant la independència completa fou aprovada per unanimitat el 31 de desembre de 1929. En aquest ocasió fou hissada la bandera de l'Índia en model molt similar (amb chakra al centre) al que després fou adoptat el 1947. A la presó de Lahore hi van ser conduïts alguns dels nacionalistes indis. Jatin Das hi va morir després d'una vaga de fam i Sardar Bhagat Singh, i fou penjat. La Lliga Musulmana de l'Índia va tenir la seva reunió més important a Lahore el 1940 quan Quaid-e-Azam va demanar un estat separat pels musulmans i Muhammad Ali Jinnah va proposar la teoria de les "Dues Nacions" per primer cop. El 1947 va quedar dins el Pakistan i la ciutat de Lahore fou declarada capital de la nova província del Panjab. Per un temps es van produir disturbis entre hindús i musulmans.